# Annaphila danistica
Annaphila danistica är en fjärilsart som beskrevs av Augustus Radcliffe Grote 1873. Annaphila danistica ingår i släktet Annaphila och familjen nattflyn. Inga underarter finns listade i Catalogue of Life.